# Бојлер
Бојлер (енгл. boiler) је котао у ком се загрева вода или нека друга течност под притиском, након чега топла течност циркулише изван бојлера и користи се у разне сврхе; бојлер је грејач и резервоар топле воде у купатилу или код штедњака.
Бојлери су израђени од челика, бакра или гвожђа .

## Подела бојлера према врсти горива за загрејавање течности
- Бојлери на дрво (Употребљавали су се у купатилима и индустрији)
- Бојлери на угаљ (у индустрији)
- Бојлери на електричну струју (у купатилима и индустрији)
- Бојлери на гас (у купатилима и индустрији)
- Бојлери на атомску енергију (у индустрији)

## Подела бојлера с обзиром на принцип функционисања
- преливни
- потисни
- проточни[2]

## Подела бојлера према положају грејног тела и течности
- бојлери који у средини цеви имају систем за загрејавање, а вода која се загрева је изван цеви
- бојлери који у средини цеви имају воду коју треба загрејати, а извор топлоте је изван ње[3]
- примитивни бојлери без цеви код којих ватра загрева једну страну посуде с водом.

## Основне компоненте бојлера
Кључни елементи бојлера који учествују у раду су: сагоревач, комора за сагоревање, регулатор топлоте и контрола рада.
Сагоревач игра важну улогу у покретању процеса сагоревања у котлу. Она прима сигнале и информације од температурног сензора и регулише процес производње топлоте из система.
 
Ложиште је компонента бојлера где се одвија процес сагоревања. Ложишта је направљено од издржљивих материјала са намером да буде отпорно на високе температуре које се достижу у врло кратком временском периоду. Произведена топлота се затим преноси у компоненту одговорну за регулисање интензитета топлоте.
 
Топлотни регулатор функционише на принципу неколико димних цеви које филтрирају течност унутар коморе за сагоревање. У наставку процеса, вода се пумпа кроз цеви и грејни елемент, који затим емитује произведену топлотну енергију.
 Контрола рада ' помаже у производњи топле воде или паре на ефикасан и безбедан начин. Ова компонента контролише и прати температуру кључале воде или паре под притиском.